# 아우슈비츠-비르케나우 박물관
아우슈비츠-비르케나우 박물관(폴란드어: Państwowe Muzeum Auschwitz-Birkenau)은 폴란드 마워폴스카주 오시비엥침군 오시비엥침에 있는 나치 독일의 아우슈비츠 강제 수용소 부지에 있는 박물관이다.
이 유적지에는 아우슈비츠 제1수용소와 아우슈비츠 제2수용소-비르케나우의 유적이 있다. 두 곳 모두 1939년~1945년 나치 독일이 폴란드를 점령하는 동안 개발하고 운영했다. 폴란드 정부는 이 유적지를 연구 센터로 보존하고 제2차 세계 대전과 홀로코스트 동안 그곳에서 사망한 96만 명의 유대인을 포함하여 110만 명을 기념하고 있다. 1979년에 세계유산에 등재되었다.